# Chálistán

Vlajka

Chálistán (z paňdžábského chálsa – společenství čistých, jak sami sebe označují věřící sikhové) je navrhovaný stát na indickém subkontinentu a také název politického hnutí, které usiluje o jeho vytvoření. Nezávislý Chálistán by měl zahrnovat Paňdžáb a možná i přilehlé oblasti Pákistánu a Kašmíru (rozloha 50 000 – 100 000 kilometrů čtverečních, dvacet až třicet milionů obyvatel). Státním náboženstvím by měl být sikhismus a hlavním městem Amritsar. Chálistán je členem UNPO.

## Historie

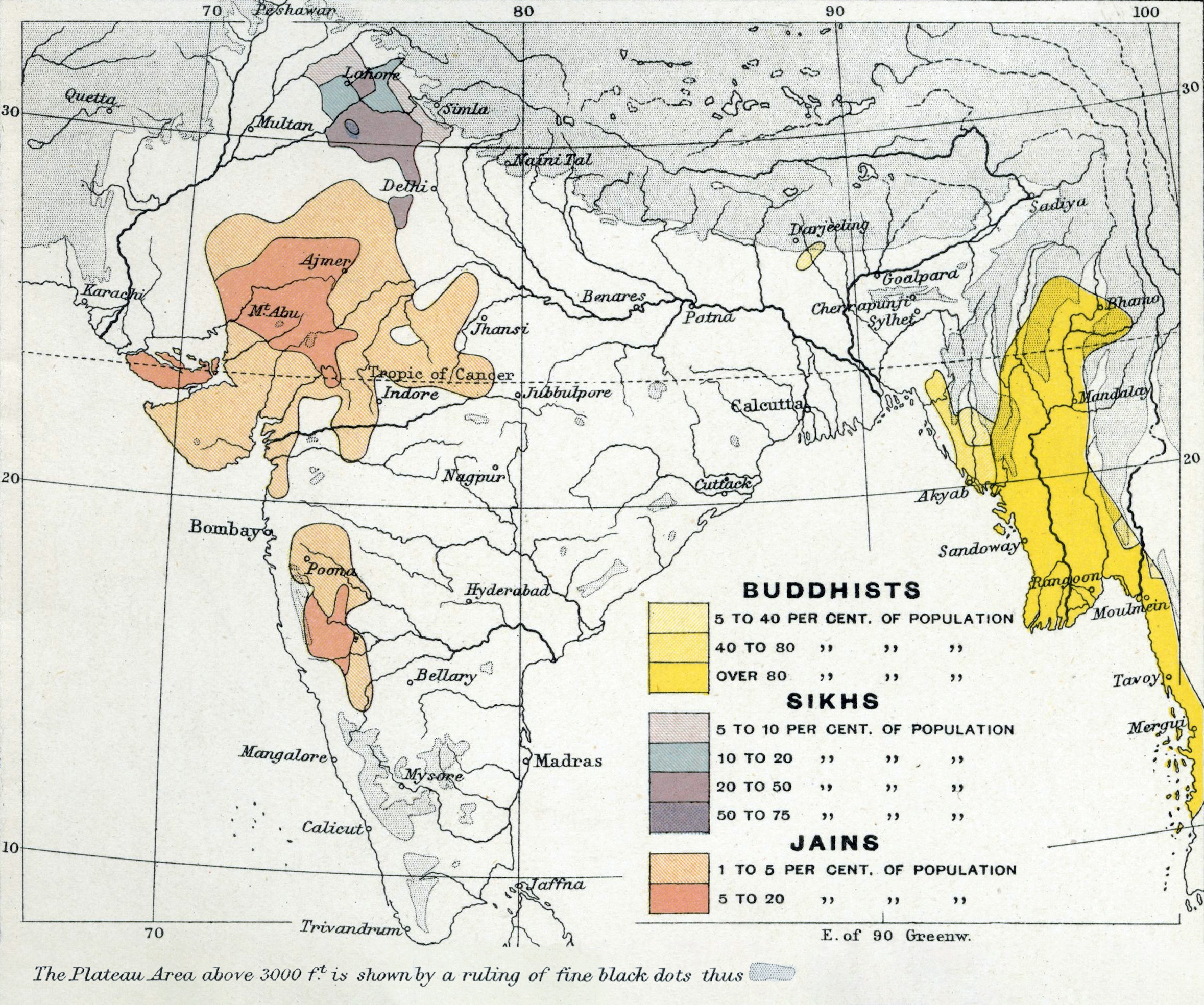
Zeleně a hnědě vyznačeny oblasti osídlené sikhy v roce 1909

Chálistán chce navázat na Sikhskou říši, která zahrnovala celé střední povodí řeky Indus a byla dobyta Angličany roku 1849. V roce 1920 vznikla sikhská politická strana Akálí Dal. V roce 1944 poprvé vznesla požadavek na vytvoření nezávislého sikhského státu. Po oddělení Pákistánu většina sikhů z oblasti uprchla před pronásledováním ze strany muslimů do Indie. Od poloviny 50. let sílily stávky a demonstrace požadující právo sikhů na sebeurčení. V roce 1961 držel náboženský vůdce Tara Singh 48 dní hladovku na podporu požadavků Akálí Dal. V roce 1966 byl historický Paňdžáb administrativně rozdělen na oblast se sikhskou většinou (Paňdžábí súba) a oblast s hinduistickou většinou (Harijána). Radikály však toto řešení neuspokojilo a v roce 1971 musel být v Paňdžábu vyhlášen výjimečný stav. Po krátkém uklidnění obnovili separatisté svoji činnost na počátku 80. let, kdy je vedl Jarnail Singh Bhindranwale. V červnu 1984 provedla indická armáda tzv. Operaci Modrá hvězda, při níž obsadila Amritsar včetně Zlatého chrámu a zabila mnoho civilistů. V odvetu byla premiérka Indíra Gándhíová, která akci nařídila, zastřelena svými tělesnými strážci (byli to sikhové, jako ostatně většina příslušníků elitních útvarů indické armády). Rozzuření hinduisté odpověděli pogromy, při nichž zahynuly tisíce sikhů. 7. října 1987 vyhlásili zástupci sikhů v USA nezávislost státu Chálistán. Násilí v Paňdžábu ukončila roku 1988 Operace Černý hrom, při níž bylo zabito mnoho radikálních sikhů, další byli donuceni emigrovat. Násilná pacifikace vedla k tomu, že od poloviny 90. let byl paňdžáb znovu otevřen pro zahraniční návštěvníky. Normalizaci situace napomohla také obratná politika indického premiéra od roku 2004, umírněného sikhského politika Manmohana Singha. V současnosti jsou příznivci chálistánské nezávislosti hlavně příslušníci diaspory v USA, Kanadě, Velké Británii či Malajsii. Situaci komplikuje vnitřní nejednostnost strany Akálí Dal, její časté obviňování ze spolupráce z Pákistánem i skutečnost, že více než třetina obyvatel současného státu Paňdžáb nevyznává sikhské náboženství.
V září 2023 obvinil kanadský premiér Justin Trudeau indickou vládu pod vedením Naréndry Módího, že stála za vraždou kanadského občana a vůdce sikhské komunity Hardeep Singh Nijjara, který byl zastřelen 18. června 2023 před sikhským chrámem v kanadské provincii Britská Kolumbie. Nijjar byl indickou vládou označen v roce 2020 za teroristu, protože podporoval boj za vznik nezávislého sikhského státu Chálistán. Incident vedl k prudkému zhoršení kanadsko–indických vztahů.